# Buraco de padre

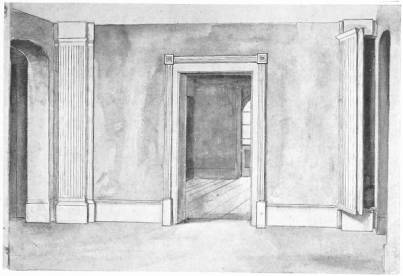
A entrada oculta para um buraco de padre em Partingdale House, Middlesex (na pilastra direita)

Os buracos de padre foram esconderijo para padres construído em muitas das casas católicas da Inglaterra durante o período em que os católicos eram perseguidos na Inglaterra. Quando a rainha Elizabeth I subiu ao trono em 1558, havia várias conspirações católicas destinadas a removê-la o que fez com que medidas severas fossem tomadas contra os padres católicos. Muitas casas de famílias católicas tinham um buraco de padre construído para que a presença de um padre pudesse ser escondida quando a casa fosse revistada na procura desse. Eles ficavam escondidos nas paredes, embaixo do chão, atrás de painéis e outros locais.
Muitos buracos para padres foram projetados pelo leigo jesuíta Nicholas Owen, que passou grande parte de sua vida construindo buracos para padres para proteger as vidas dos perseguidos. Após a Conspiração da Pólvora, o próprio Owen foi capturado, levado para a Torre de Londres e torturado até a morte nos cavaletes . Ele foi canonizado como mártir pelo Papa Paulo VI em 1970.

## Contexto
As medidas postas em vigor logo após a ascensão de Elizabeth tornaram-se muito mais severas após a Rebelião do Norte (1569) e a Conspiração de Babington, sendo mais severamente aplicadas aos seminaristas. " Caçadores de padres " foram encarregados de coletar informações e localizar quaisquer padres. Uma lei foi aprovada proibindo um membro da Igreja Católica Romana de celebrar os ritos de sua fé sob pena de perda de bens na primeira ocorrência, um ano de prisão pela segunda e prisão perpétua pela terceira. Todos aqueles que se recusaram a fazer o Juramento de Supremacia foram chamados de "rejeitantes" e culpados de alta traição . Também foi promulgada uma lei que estabelecia que se algum " papista " fosse encontrado convertendo um anglicano, ou outro protestante, ao catolicismo, ambos seriam mortos por alta traição. Em novembro de 1591, um padre foi enforcado diante da porta de uma casa em Gray's Inn Fields por ter celebrado missa ali no mês anterior. Leis contra padres de seminário e "Rejeitantes" foram aplicadas com grande severidade após o episódio da Conspiração da Pólvora (1605) durante o reinado de Jaime I. Padres presos eram muitas vezes torturados e executados.

## Localização e uso

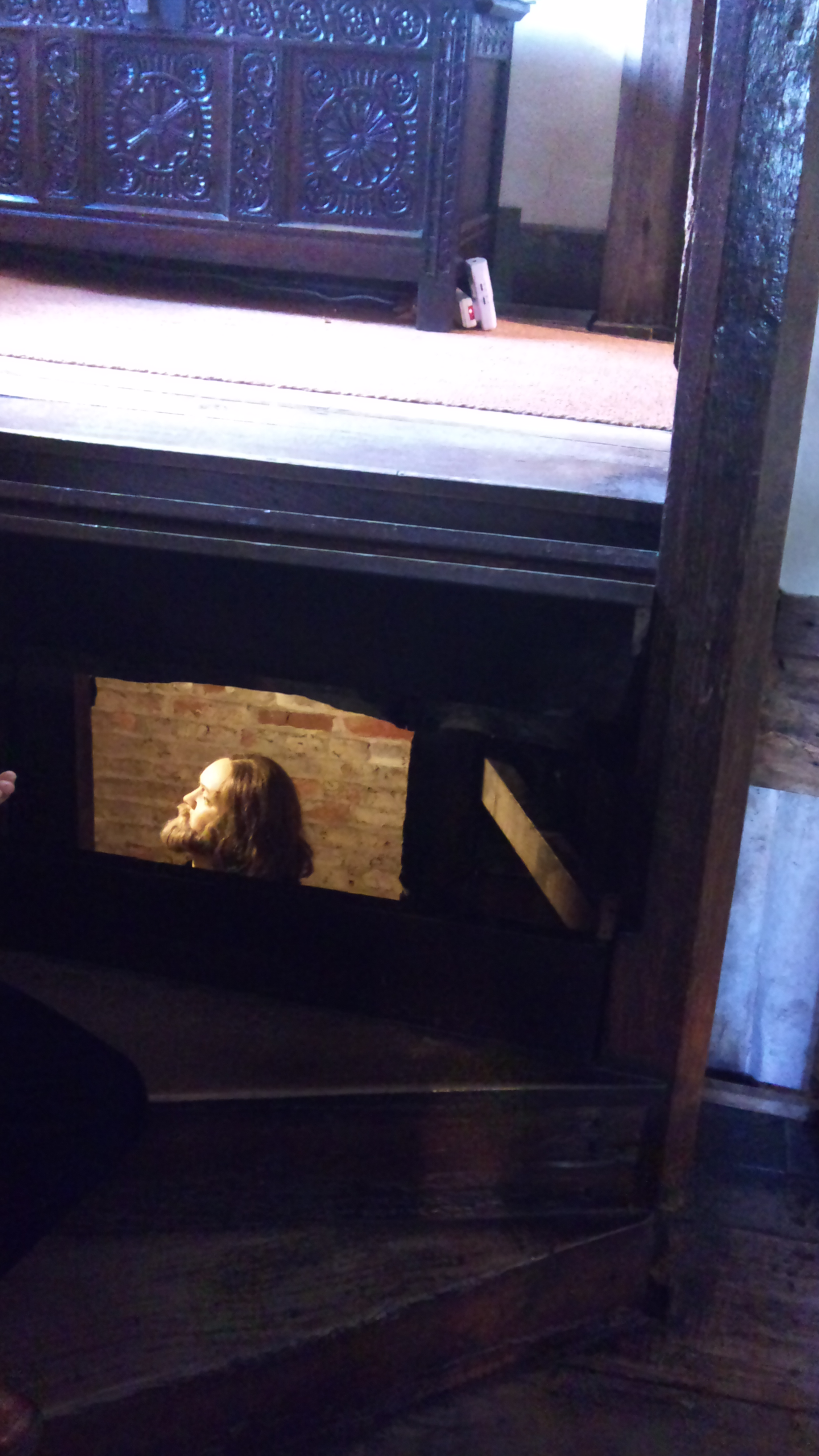
Um dos esconderijos em Harvington Hall, acessado ao inclinar um degrau na grande escadaria

Os castelos e casas de campo da Inglaterra costumavam ter alguma precaução no caso de uma surpresa, como um meio secreto de ocultação ou fuga que poderia ser usado a qualquer momento. No entanto, em tempos de perseguição legal, o número de câmaras secretas e esconderijos aumentaram nas casas das famílias católicas. Muitas vezes assumiam a forma de cômodos ou capelas em partes isoladas das casas, ou no espaço do telhado, onde a missa podia ser celebrada com a maior privacidade e segurança. Nas proximidades, geralmente havia um esconderijo habilmente arquitetado, não apenas para o sacerdote em celebração entrar em caso de emergência, mas também para fornecer um lugar onde as vestimentas, objetos sagrados e móveis do altar pudessem ser armazenados em curto prazo. Os buracos dos padres foram construídos em lareiras, sótãos e escadas e foram feitos em grande parte entre 1550 e 1605.

### Nicholas Owen
Muitos desses esconderijos são atribuídos a um leigo jesuíta, Nicholas Owen (falecido em 1606), que dedicou a maior parte de sua vida à construção desses locais para proteger as vidas dos padres perseguidos.

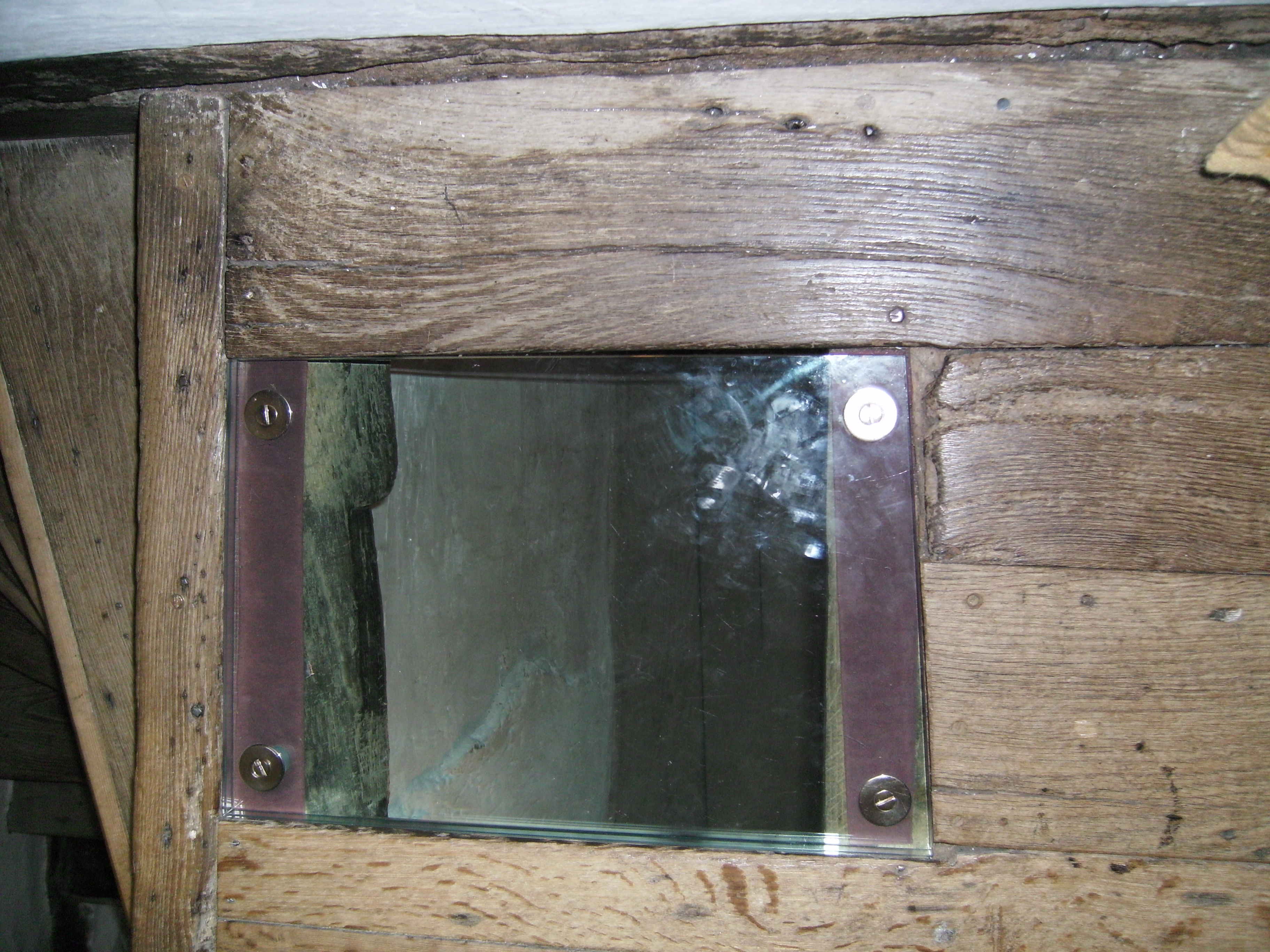
Buraco de padre no segundo andar de Boscobel House, Shropshire

Às vezes, eles eram construídos como um ramo de uma chaminé . Outra local comum de construção era atrás de painéis ; um exemplo é o Castelo de Ripley em North Yorkshire . Outros foram incorporados a banheiros, por exemplo em Chesterton Hall, perto de Cambridge . Harvington Hall em Worcestershire tem sete buracos de padre em toda a casa, incluindo acesso pela escadaria principal, painéis e uma lareira falsa.
Após a Conspiração da Pólvora, o próprio Owen foi capturado em Hindlip Hall, Worcestershire, levado para a Torre de Londres e torturado até a morte nas prateleiras . Ele foi considerado um mártir pelo Papa Paulo VI em 1970.

## Eficácia
A eficácia dos buracos de sacerdotes foi demonstrada por seu sucesso em confundir as buscas exaustivas dos "perseguidores" (caçadores de padre), descritos em relatos contemporâneos das buscas. Grupos de busca traziam carpinteiros e pedreiros habilidosos e tentavam todos os expedientes possíveis, desde medições e sondagens sistemáticas até o desmonte físico de painéis e arrancamento de pisos. Outra manobra seria os investigadores fingirem que partiram e ver se o padre sairia do esconderijo. Ele pode estar meio faminto, com cãibras, dolorido com o confinamento prolongado e quase com medo de respirar para que o menor som possa lançar suspeitas sobre o local específico onde ele estava escondido. Às vezes, padres morriam de fome ou por falta de oxigênio na tentativa de passarem despercebidos.